# Calciatore di riserva

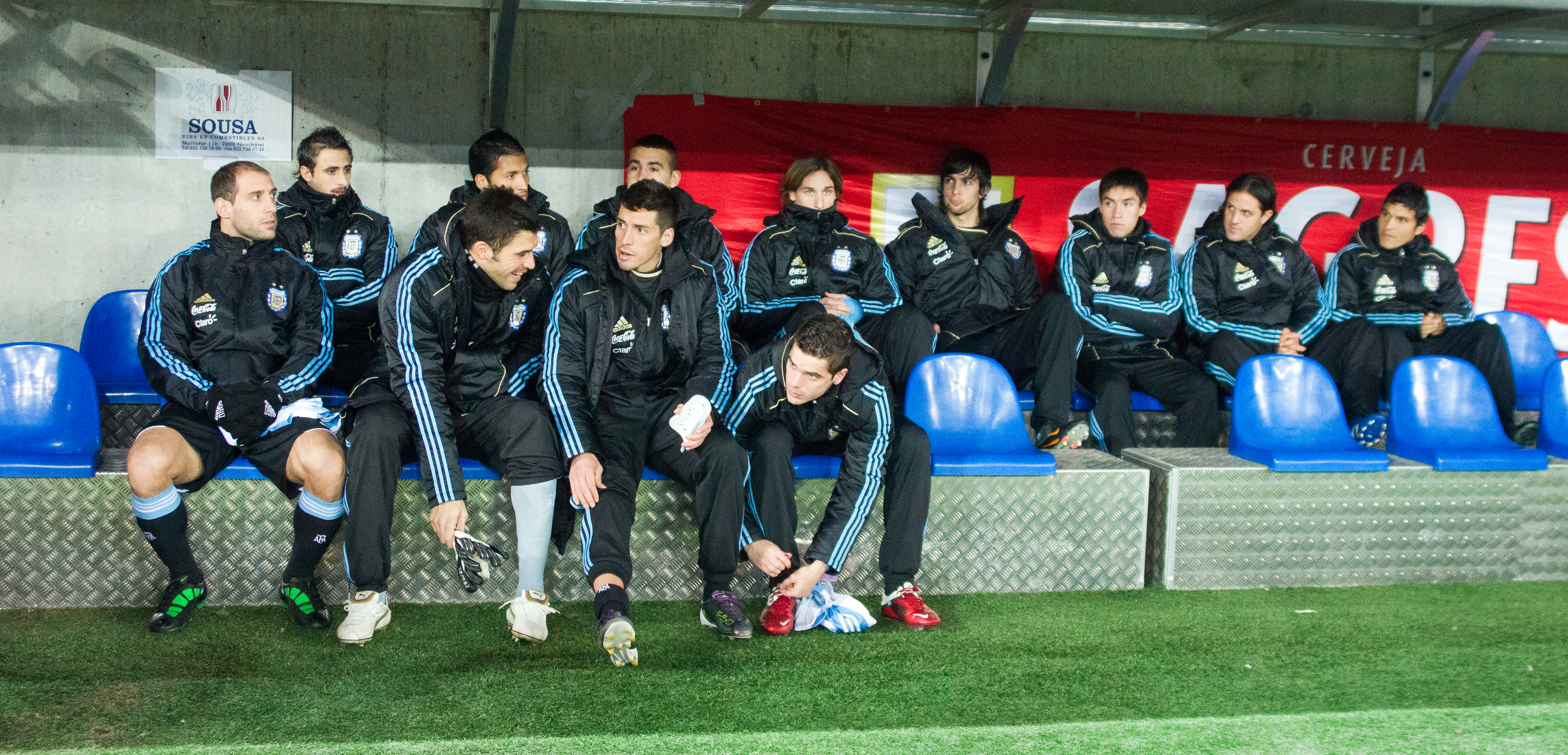
Calciatori di riserva della nazionale dell'Argentina seduti nella propria panchina durante una gara.

Un calciatore di riserva, spesso chiamato con il semplice appellativo riserva, nel gioco del calcio, è un calciatore che non è presente nella formazione degli undici iniziali tuttavia, a discrezione del mister, può subentrare a gara in corso in qualsiasi momento sia per ragioni fisiche, come calciatori stanchi o infortunati che necessitano di essere sostituiti, sia tattiche. Il processo mediante il quale un calciatore titolare viene rimpiazzato da un calciatore di riserva è chiamato sostituzione.
Il procedimento di sostituzione, il numero e il comportamento dei calciatori di riserva sono disciplinati alla Regola 3 del Regolamento del Gioco del Calcio.

## Storia
I calciatori di riserva sono documentati già all'inizio dell'Ottocento, sebbene la loro funzione fosse quella di sostituire calciatori che non fossero stati in grado di presentarsi al campo di gioco entro l'orario prefissato per la gara. Ad esempio, un referto di una partita del 1863 afferma: "Gli undici calciatori del Charterhouse hanno giocato un match contro la squadra del Old Carthusians F.C., ma a causa del mancato arrivo di alcuni dei calciatori, è stato necessario provvedere alla sostituzione di tre di questi". All'epoca infatti, non era contemplata la sostituzione di un giocatore a partita iniziata.
Fino al 1958 le sostituzioni non furono permesse durante le partite ufficiali. In quell'anno venne introdotta la possibilità di una sostituzione solo in caso di infortunio, ma questa regola non fu applicata nei tornei internazionali come il Mondiale.
A partire dalla stagione 1965-1966, le sostituzioni furono adottate nei vari campionati con regole differenti. La English Football League permise, in accordo al regolamento dell'epoca, una sola sostituzione per squadra in caso di infortunio: dal 1968-69 nacque anche il cambio per ragioni tattiche.
Il campionato italiano, ove le sostituzioni divennero possibili dal 1965-66, consentì dal 1968-69 la presenza in panchina anche di un giocatore di movimento (il «tredicesimo»). A livello internazionale, dal Mondiale 1970 una squadra disponeva di cinque riserve (senza distinzione di ruolo) con due cambi possibili. La regola venne ripresa dall'UEFA per le coppe europee e il campionato continentale.
L'annata 1973-74 segnò, per l'Italia, un'ulteriore novità: in panchina veniva ammesso anche un terzo calciatore, il «quattordicesimo», fermo restando il limite di due sostituzioni. Nel 1980-81 la panchina viene allargata a cinque elementi: una norma del 1981 decreta inoltre che un calciatore sostituito non può riprendere parte alla gara. Nel 1994 il numero di cambi effettuabili sale a 3, con l'obbligo che uno di questi venga riservato al portiere: il vincolo viene rimosso già l'anno dopo, portando alla forma utilizzata fino alla pandemia da COVID-19 del 2020 (un massimo di tre cambi senza distinzioni di ruolo). Con la ripresa dei campionati, infatti, in tutto il globo è stata introdotta la regola di poter utilizzare cinque cambi, attingendo da una panchina che, negli anni, è diventata sempre più "lunga". I vincoli di questo allargamento riguardano i momenti di pausa del gioco: i cambi possono essere eseguiti con al massimo tre interruzioni di gioco, senza considerare la pausa tra primo e secondo tempo. Nei tempi supplementari, anche la pausa tra prima e seconda frazione viene considerata ininfluente. Nelle coppe internazionali UEFA, inoltre, viene concesso un sesto cambio nel caso di partita che si protrae oltre i novanta minuti.

## Regolamentazione
Il numero di calciatori di riserva consentiti dal Regolamento varia da un minimo di tre ad un massimo di dodici.
Durante il corso della gara, essi prendono posto in strutture denominate panchine, circondate da un'area tecnica, ovvero una superficie segnata sul terreno di gioco, attorno alle panchine stesse, nella quale devono stare e che non possono assolutamente abbandonare se non per entrare in campo ed iniziare a giocare. Essi devono comunque mantenere un comportamento corretto e composto, che siano o meno chiamati a prendere parte attiva al gioco sostituendo un titolare. Sono altresì soggetti, esattamente come i calciatori sul terreno di gioco, all'autorità dell'arbitro in qualsiasi momento.
Il regolamento stabilisce chiaramente quali siano le infrazioni per le quali un calciatore di riserva debba essere ammonito, ovvero quando egli:
- si renda colpevole di un comportamento antisportivo;[9]
- proteste con parole o gesti nei confronti degli ufficiali di gara;
- ritardi la ripresa del gioco.[10].

Le infrazioni per le quali un calciatore di riserva debba essere espulso sono invece le stesse di un calciatore titolare.
Il ruolo dei calciatori di riserva non è comunque soltanto quello di sostituire un titolare durante la gara: essi possono infatti anche rimpiazzare (reintegro) un titolare che sia stato espulso prima dell'inizio della gara, ovvero che sia stato inibito a partecipare alla stessa. Un calciatore di riserva che sia stato espulso prima dell'inizio della gara non potrà però essere a sua volta sostituito. Le riserve possono inoltre prendere parte alla gara nel ruolo di assistenti di parte.

### La procedura della sostituzione

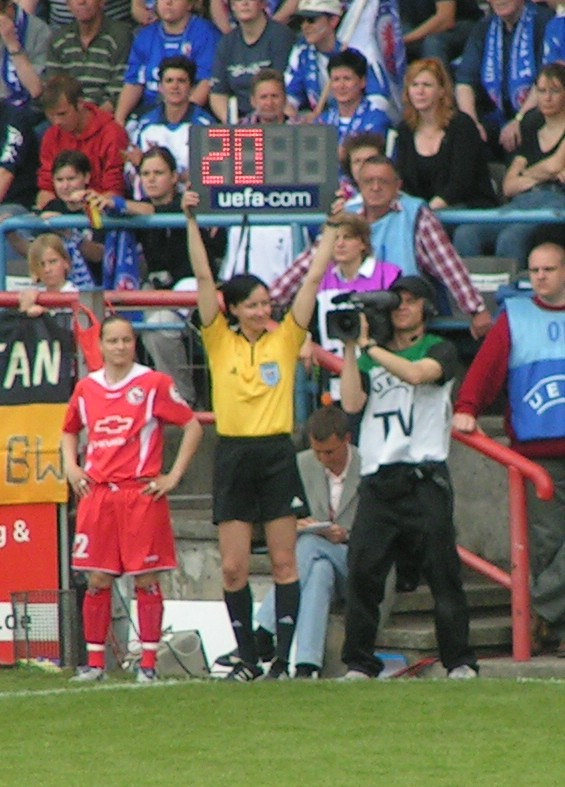
Un quarto ufficiale di gara segnala una sostituzione sollevando l'apposita tavoletta luminosa. Il mostrare i numeri di maglia del sostituito (in rosso) e del subentrante (in verde) è uno dei compiti del quarto ufficiale, ove previsto, oltre a controllare che la sostituzione avvenga nel rispetto delle regole del gioco.

La procedura per sostituire un calciatore titolare con uno di riserva è la seguente:
- l'arbitro deve essere informato prima che la sostituzione avvenga;
- il calciatore sostituito riceve l’autorizzazione dell’arbitro per uscire dal terreno di gioco, a meno che sia già fuori di esso, e deve uscire dal punto della linea perimetrale a lui più vicino, a meno che l’arbitro non indichi che può uscire direttamente e immediatamente all’altezza della linea mediana o da un altro punto (ad esempio, per motivi di sicurezza o per infortunio)
- il subentrante entrerà sul terreno di gioco solo dopo che ne sia uscito il calciatore sostituito e dopo aver ricevuto l'autorizzazione da parte dell'arbitro;
- il subentrante deve entrare sul terreno di gioco in corrispondenza della linea mediana e durante un'interruzione di gioco;
- la sostituzione si concretizza nel momento in cui il subentrante entra sul terreno di gioco;
- il calciatore che è stato sostituito non potrà più partecipare di nuovo alla gara.[13]

Se un calciatore di riserva non ha ancora completato la procedura della sostituzione entrando sul terreno di gioco, non può riprendere il gioco eseguendo una rimessa dalla linea laterale o un calcio d'angolo. Se un calciatore infrange la procedura, deve essere ammonito.
Sono consentite cinque sostituzioni, più una sesta aggiuntiva in caso di tempi supplementari, a prescindere che siano avvenute o meno le precedenti tre. Per poter effettuare un numero diverso di sostituzioni, le squadre, prima del calcio d'inizio, devono accordarsi sul numero massimo, e l'arbitro deve esserne informato prima dell'inizio della gara. Questa casistica accade ad esempio con le partite amichevoli fra Nazionali.
Nel caso in cui un calciatore rifiuti di essere sostituito e continui a restare imperterrito sul terreno di gioco oppure nel caso in cui un allenatore effettui più sostituzioni del consentito, l'arbitro non può intervenire in alcun modo.

## Infrazioni e sanzioni
L'infrazione più comune che un calciatore di riserva possa compiere è quella di entrare abusivamente sul terreno di gioco. Nel caso ciò avvenga, salvo l'applicazione del vantaggio, il gioco va interrotto, e la riserva ammonita; il gioco riprende con un calcio di punizione indiretto, in favore della squadra avversaria, dal punto in cui si trovava il pallone al momento dell'interruzione.
Questo stesso tipo di provvedimento tecnico deve essere applicato in tutte le situazioni affini a questa casistica (procedura della sostituzione infranta, riserva che dall'inizio della gara gioca abusivamente al posto di un compagno ecc.), e rimane la stessa anche nel caso in cui la riserva commetta anche altre infrazioni (es. entri in campo e sgambetti un avversario): quello disciplinare può invece incrementare a rosso se la riserva commette infrazioni passibili di ammonizione (fermo restando infatti già un giallo per l'ingresso abusivo) o direttamente da rosso (es. colpire con un pugno un avversario).
Se un calciatore di riserva entra sul terreno di gioco e, non con le mani, impedisce alla squadra avversaria la segnatura di una rete, esso non può essere espulso per condotta gravemente sleale. Può essere espulso nell'unico caso in cui, essendo entrato abusivamente sul terreno di gioco, eviti una rete avversaria toccando il pallone con le mani.